# Grand Bay East
Grand Bay East is een plaats in de Canadese provincie Newfoundland en Labrador. Het dorp bevindt zich aan de zuidwestkust van Newfoundland en maakt deel uit van de gemeente Channel-Port aux Basques.

## Geschiedenis
Van 1898 tot de ontmanteling ervan in 1988 lag Grand Bay East aan de Newfoundland Railway, de trans-Newfoundlandse spoorweg die Port aux Basques met St. John's verbond. Rond 1920 had het dorp ook kortstondig een station. Er staat nog een locomotief met goederen- en personenwagons om dit verleden te herinneren.
De plaats was gemeentevrij totdat de gemeente Channel-Port aux Basques opgericht werd in 1945.

## Geografie
Het dorp ligt, zoals de naam aangeeft, aan de oostelijke oever van Grand Bay. Via een dijk met brug is het verbonden met het aan de overkant van die baai gelegen Grand Bay West. Naar het zuidoosten toe liggen Port aux Basques, Channel en Mouse Island.
De plaats is gelegen aan de Trans-Canada Highway (provinciale route 1) en aan de Newfoundland T'Railway, het langeafstandspad dat de oude spoorwegbedding volgt.

## Gezondheidszorg
In Grand Bay East bevindt zich het Dr. Charles L. LeGrow Health Centre, een gezondheidscentrum dat zowel eerstelijns-, tweedelijns- als langetermijnzorg aanbiedt aan de inwoners van de zuidwestkust van Newfoundland. Het valt onder de bevoegdheid van de gezondheidsautoriteit Western Health.